# Крањска кобасица
Крањска кобасица је словеначко национално јело направљено од свињског меса.

## Историја
Крањска кобасица потиче из културне баштине Колина и помиње се у писаним изворима већ у другој половини 19. века, њен назив значи кобасица из Крањске области.
Прича о крањској кобасици каже да име потиче из времена Франца Јозефа, јер је, како се причало, на путу кроз Крањску свратио у гостионицу у Наклу, где је гостионичар могао да му понуди само обичну направљену кобасицу. Цар ју је пробао и одушевљено одговорио: „Па није обична, то је месождерска кобасица!”.

## Рецепт
Може се производити по Правилнику о крањској кобасици са заштићеном географском ознаком.
Крањска кобасица мора да садржи најмање 75—80% свињског меса прве и друге категорије и највише 20—25% тврде сланине без коже. Дозвољени додаци су до 5% воде, нитритне соли, белог лука и бибера, док други састојци нису дозвољени. Месо треба исећи на комаде од 10 до 13 мм, а сланину 8 до 10 мм. Надев се пуни у танка свињска црева пречника 32 до 36 мм. Формирају се у паровима дужине 12 до 16 cm (тежина пара је 180 до 220 г) који се везују дрвеним штапом. Кобасица је топло димљена са буковим дрветом и термички обрађена на централној температури до 70 °C.

## Сертификати
Уредба којом се традиционална производња крањске кобасице проглашава живим ремек–делом од националног значаја је донета 21. фебруара 2013.
Месари праве и продају многе кобасице сличне Крањској које не би требало да носе ово име. Права крањска кобасица постоји од 6. јануара 2015. године уписана у Регистар заштићених географских ознака Европске уније. Назив „Крањска кобасица”, међутим, може да се користи у Хрватској до 2030. иако се разликује од оригиналне.